# Simeulue (Kabupaten)
Simeulue ist ein Regierungsbezirk (Kabupaten), der aus einer Inselgruppe im Indischen Ozean nordwestlich der Hauptinsel Sumatra besteht. Er erstreckt sich zwischen 2°02′03″ und 3°02′04″ n. Br. sowie zwischen 95°22′15″ und 96°42′45″ ö. L. Simeulue liegt vor der Küste des Bezirks Aceh Selatan, die kürzeste Entfernung dazwischen beträgt ca. 115 Kilometer. Südöstlich von Simeulue befinden sich die Banyak-Inseln, die zum Kabupaten Aceh Singkil gehören. Der Archipel besteht aus 147 Inseln, von denen die drei größten (Simuleu, Siumat und Teupah) bewohnt sind. 46 dieser Inseln und Eilande befinden sich im Kecamatan Simeulue Timur. Der Bezirk Simulue erstreckt sich bis auf 575 m Höhe (Kecamatan Simeulue Timur), der größte See (Danau Laulo / Laut Tewar) im Kecamatan Simeulue Barat ist 176,4 ha groß.
Im Bezirk herrscht – wie im gesamten Indonesien – tropisches Regenwaldklima (feuchttropisches Klima), es gibt eine ruhige, trockene Jahreszeit (Ostmonsun, von März bis August) und die Regenzeit (September bis Februar). Im Jahr 2020 fiel an 280 Tagen Regen, insgesamt 3.284,5 mm, der meiste im Dezember (479,5 mm an 28 Tagen).
Zur Jahresmitte 2023 zählte der Regierungsbezirk 95.529 Einwohner auf 1.821,75 Quadratkilometern. Die Bevölkerungsdichte ist mit 52,4 niedrig, nur vier Bezirke haben weniger Einwohner pro Quadratkilometer.

## Verwaltungsgliederung
Administrativ unterteilt sich Simeulue in 10 Unterbezirke oder Distrikte (indonesisch Kecamatan) mit 138 Dörfern (indonesisch Gampong oder Kampung) mit 411 Weilern (indonesisch Dusun). Sie sind in 29 Mukim zusammengefasst. Mehrere Dörfer bilden ein Mukim, eine Sonderverwaltungseinheit, die in Indonesien nur in Aceh existiert.
| Code 1   | Kecamatan Distrikt | Ibu Kota Verwaltungssitz | Fläche (km²) | Einw. 2010 2 | Volkszählung 2020 | Volkszählung 2020 | Volkszählung 2020 | Anzahl der | Anzahl der |
| Code 1   | Kecamatan Distrikt | Ibu Kota Verwaltungssitz | Fläche (km²) | Einw. 2010 2 | Einw. 3           | 0Dichte 40        | Sex Ratio 5       | Gampong    | Mukim      |
| -------- | ------------------ | ------------------------ | ------------ | ------------ | ----------------- | ----------------- | ----------------- | ---------- | ---------- |
| 11.09.01 | Simeulue Tengah00  | Kampung Aie              | 112,48       | 9.010        | 7.312             | 65,0              | 104,6             | 16         | 3          |
| 11.09.02 | Salang             | Nasreuhe                 | 198,96       | 7.625        | 8.818             | 44,3              | 104,6             | 16         | 3          |
| 11.09.03 | Teupah Barat       | Salur                    | 146,73       | 7.269        | 8.011             | 54,6              | 105,9             | 18         | 3          |
| 11.09.04 | Simeulue Timur     | Sinabang                 | 175,97       | 28.931       | 27.569            | 156,7             | 105,2             | 17         | 4          |
| 11.09.05 | Teluk Dalam        | Salare-e                 | 224,68       | 4.914        | 5.459             | 24,3              | 106,5             | 10         | 2          |
| 11.09.06 | Simeulue Barat     | Sibigo                   | 446,07       | 10.024       | 11.763            | 26,4              | 108,8             | 14         | 4          |
| 11.09.07 | Teupah Selatan     | Labuhan Bajau            | 222,24       | 8.422        | 9.030             | 40,6              | 103,1             | 19         | 4          |
| 11.09.08 | Alafan             | Langi                    | 191,87       | 4.479        | 4.928             | 25,7              | 107,7             | 8          | 2          |
| 11.09.09 | Teupah Tengah      | Lasikin                  | 83,69        | -            | 6.593             | 78,8              | 101,6             | 12         | 2          |
| 11.09.10 | Simeulue Cut       | Kuta Padang              | 35,40        | -            | 3.382             | 95,5              | 104,0             | 8          | 2          |
| 11.09    | Kab. Simeulue      | Kab. Simeulue            | 1.838,98     | 80.674       | 92.865            | 50,5              | 105,29            | 138        | 29         |

Die Namen der Mukims und die Anzahl der zugeordneten Dörfer sind aus nachfolgender Tabelle ersichtlich:
| Kecamatan         | Namen der Mukim (Anzahl der Gampong)                                  |
| ----------------- | --------------------------------------------------------------------- |
| Simeulue Tengah00 | Lantel (7), Laure-e (5), Blang Ujung (4)                              |
| Salang            | Alang (5), Alang Tengah (5), Along (6)                                |
| Teupah Barat      | Teupah Barat (), Bakudo Batu (6), Darul Ihsan (6), Batu Rundung (6)00 |
| Simeulue Timur    | Kualo Tujuh (4), Maskapai (4), Ujung Ganting (6), Delok Sibao (3)     |
| Teluk Dalam       | Talo Bano (5), Tete Bano (5)                                          |
| Simeulue Barat    | Sibigo (4), Sigulai (3), Rantai Renup (4), Teluk Arun (3)             |
| Teupah Selatan    | Batu Berlayar (4), Teupah (4), Arban (6), Devayan (5)                 |
| Alafan            | Leukon (4), Alafan (4)                                                |
| Teupah Tengah     | Delog Kulungan (5), Delog Antengan (7)                                |
| Simeulue Cut      | Bano (5), Tgk. Diujung (3)                                            |

## Demographie
Zur siebten Volkszählung im September 2020 (indonesisch Sensus Penduduk – SP2020) lebten in Simeulue 92.865 Menschen, davon 45.235 Frauen (48,71 %) und 47.630 Männer (51,29 %). Gegenüber dem letzten Census (2010) sank der Frauenanteil um 0,11 % (41.469 Männer ÷ 39.205 Frauen).
Vorherrschende Religion ist der Islam, der Anteil der Christen ist mit 0,26 Prozent (Dezember 2022: 229 Protestanten, 11 Katholiken) unbedeutend, in der Hauptstadt leben 197 Christen. Zur islamischen Glaubensausübung existieren 165 Moscheen und 10 Gebetsräume (indonesisch Mushola).

### Aktuelle Bevölkerungsdaten
Nachfolgende Tabelle gibt den Einwohnerstand per 31. Dezember 2022 wieder.
| Kecamatan         | Fläche   | Einwohner gesamt | Männer | Frauen | Dichte Einw. je km² | Sex Ratio (100 M/F) |
| ----------------- | -------- | ---------------- | ------ | ------ | ------------------- | ------------------- |
| Simeulue Tengah00 | 252,12   | 7.544            | 3.852  | 3.692  | 29,9                | 104,33              |
| Salang            | 198,78   | 9.127            | 4.702  | 4.425  | 45,9                | 106,26              |
| Teupah Barat      | 163,76   | 8.142            | 4.173  | 3.969  | 49,7                | 105,14              |
| Simeulue Timur    | 179,21   | 27.577           | 14.050 | 13.527 | 153,9               | 103,87              |
| Teluk Dalam       | 165,27   | 5.733            | 2.978  | 2.755  | 34,7                | 108,09              |
| Simeulue Barat    | 399,66   | 12.152           | 6.355  | 5.797  | 30,4                | 109,63              |
| Teupah Selatan    | 230,04   | 9.450            | 4.817  | 4.633  | 41,1                | 103,97              |
| Alafan            | 175,22   | 5.058            | 2.606  | 2.452  | 28,9                | 106,28              |
| Teupah Tengah     | 60,74    | 6.787            | 3.440  | 3.347  | 111,7               | 102,78              |
| Simeulue Cut      | 16,49    | 3.477            | 1.781  | 1.696  | 210,9               | 105,01              |
| Simeulue          | 1.841,29 | 95.047           | 48.754 | 46.293 | 51,6                | 105,32              |

### Soziale Daten 2020
| Merkmal                                                             | Kabupaten         | 0Provinz Aceh0 |
| ------------------------------------------------------------------- | ----------------- | -------------- |
| Bev. unterh. der Armutsgrenze (indonesisch Penduduk miskin) (Tsd.)0 | 17,34             | 814,91         |
| Anteil der „armen Bevölkerung“ (%)                                  | 18,49             | 014,99         |
| Arbeitslosenrate (%)                                                | 05,47             | 006,59         |
| Lebenserwartung (in Jahren)                                         | 65,26             | 069,93         |
| HDI-Index                                                           | 66,03             | 071,99         |
| Analphabetenrate (%)                                                | 01,2              |                |
| Abhängigenquotient (%)                                              | 46,25             | 048,71         |
| Anteil der Altersgruppen                                            | 0nach Geschlecht0 | 0Gesamtanteil0 |
| Kinder (männl./weibl.) (%)                                          | 51,85 / 48,15     | 027,21         |
| arbeitsfähige Bevölkerung (männl./weibl.) (%)                       | 051,56 / 48,440   | 068,37         |
| Rentner und Pensionäre (männl./weibl.) (%)                          | 043,62 / 56,380   | 005,41         |
| Gesamtbevölkerung 2020 (%)                                          | 051,29 / 48,710   | 0100           |

## Geschichte
Durch das Regierungsgesetzt Nr. 48 des Jahres 1999 wurde der Kabupaten Simeulue durch Ausgliederung von 5 Kecamatan aus dem Kabupaten Aceh Utara gebildet. Die Kecamatan waren  Simeulue Timur, Simeulue Tengah, Simeulue Barat, Teupah Selatan und Salang.
Noch vor dem Jahr 2007 kamen drei weitere hinzu: Teupah Barat (ausgegliedert aus Simeulue Timur), Teluka Dalam (von Simeulue Tengah) und Alafan (von Simeulue Barat). Zwischen den beiden letzten Volkszählungen, also im Jahr 2012 kamen die letzten beiden neuen Kecamatan hinzu: Teupah Tengah wurde aus Simeulue Timur und Simeulue Cut wurde aus Simeulue Tengah ausgegliedert.